# U-Bahnhof Fürth Hauptbahnhof
Der U-Bahnhof Fürth Hauptbahnhof (Abkürzung: FH) wurde als 26. U-Bahnhof der Nürnberger U-Bahn am 7. Dezember 1985 eröffnet. Er ist 889 m vom Rathaus und 700 m vom U-Bahnhof Jakobinenstraße entfernt. Bis zum 5. Dezember 1998 war er Endbahnhof für die Linie U1. Täglich wird er von rund 35.300 Fahrgästen genutzt (Mo–Fr, 2019).

## Lage und Infrastruktur

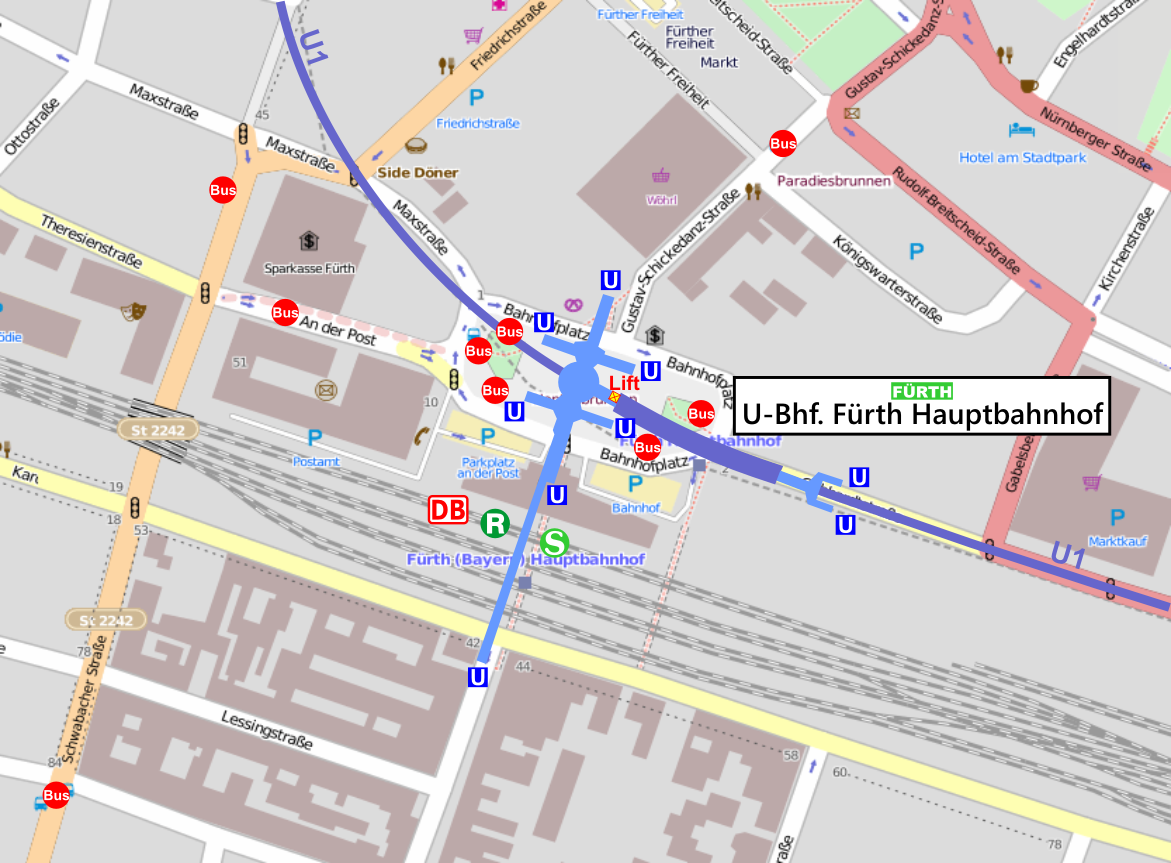
Lageplan U-Bhf. Fürth/Hauptbahnhof

Der Bahnhof liegt im Fürther Stadtbezirk Innenstadt und erstreckt sich unterirdisch in Ost-West-Ausrichtung in einer leichten Rechtskurve unter dem Bahnhofplatz zwischen der Einmündung Gebhardtstraße und der Gustav-Schickedanz-Straße. Vom östlichen Bahnhofskopf führt ein Ausgang in ein Verteilergeschoss unter der Gebhardtstraße und von dort aus auf deren nördliche und südliche Straßenseite. Vom westlichen Bahnhofskopf führt ein Ausgang in ein Verteilergeschoss unter dem Bahnhofplatz und von dort aus mit vier Ausgängen zum Bahnhofplatz, zur Gustav-Schickedanz-Straße und als Anschluss an die Bahnsteigunterführung des Hauptbahnhofs zur Südstadt. Ein Aufzug verbindet die Bahnsteigebene mit dem westlichen Verteilergeschoss und dem Bahnhofplatz. An den Bahnhof schließt sich Richtung Langwasser eine Abstell- und Kehranlage sowie ein spitz zu befahrender Gleiswechsel an.
In der Umgebung des Bahnhofs befindet sich der Fürther Hauptbahnhof, die Comödie Fürth, die Fürther Freiheit und der Stadtpark.

## Bauwerk und Architektur
Das Bahnhofsbauwerk ist 172 m lang und wurde in offener Bauweise mit Berliner Verbau ausgeführt.
Die Bahnsteighalle ist stützenlos ausgeführt. Die Bahnsteigwände sind mit Cadolzburger Sandstein verkleidet und werden von gleichschenkligen Trapezen in Fortführung der Decke unterbrochen. Für die Gestaltung war Baudirektor Theo Kief vom Hochbauamt Nürnberg zuständig.

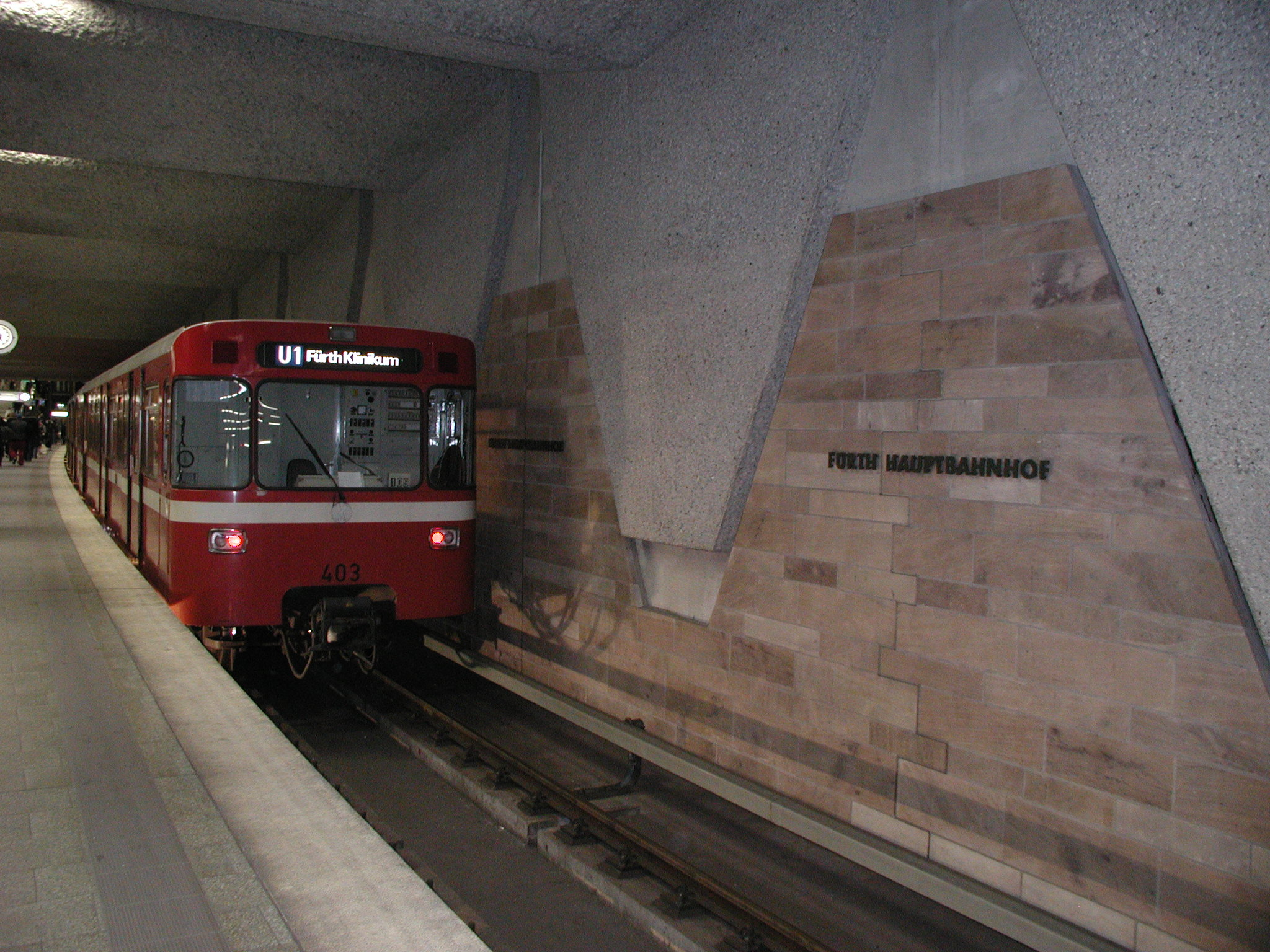
Wandgestaltung
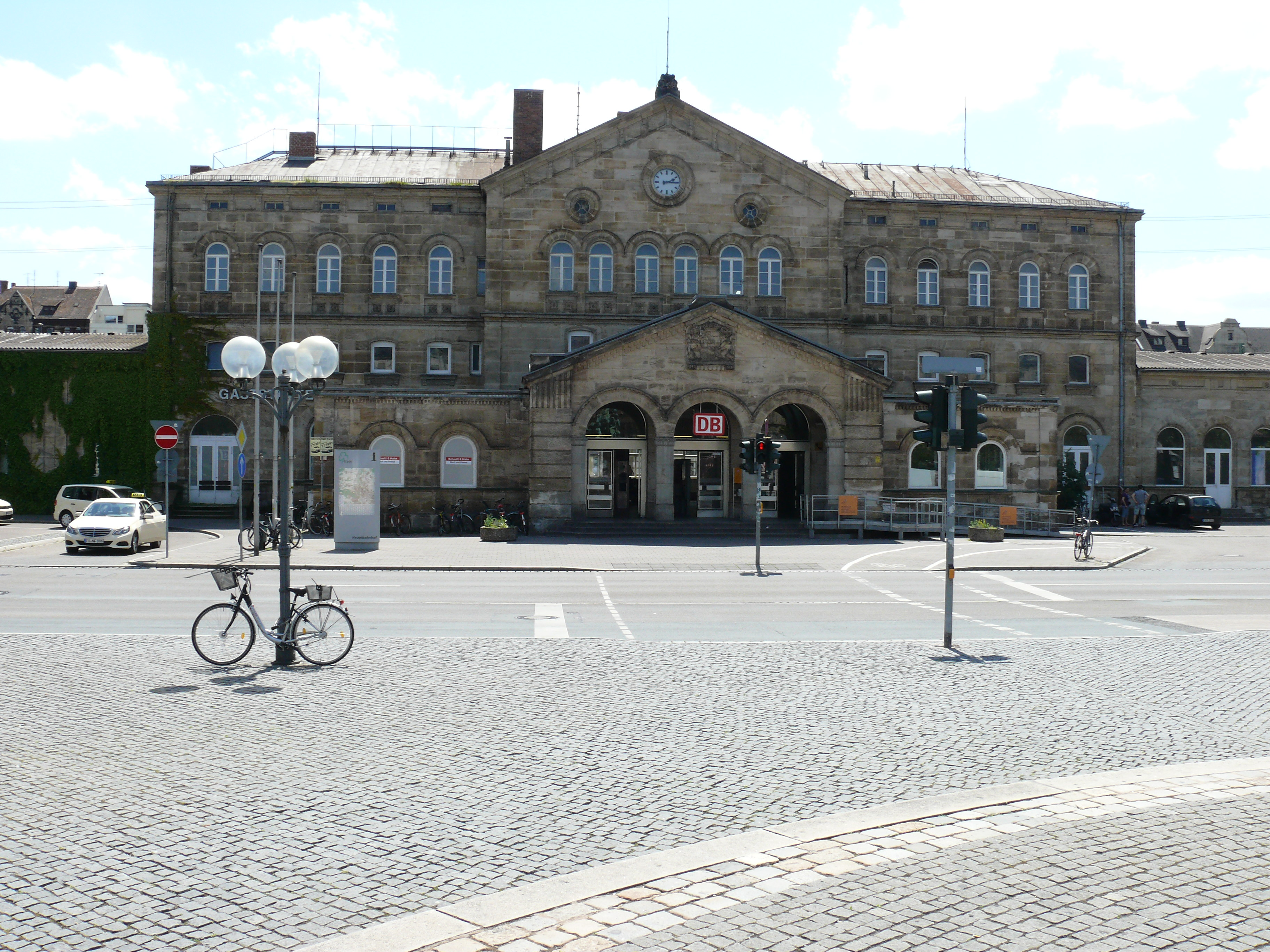
Fürth (Bayern) Hauptbahnhof
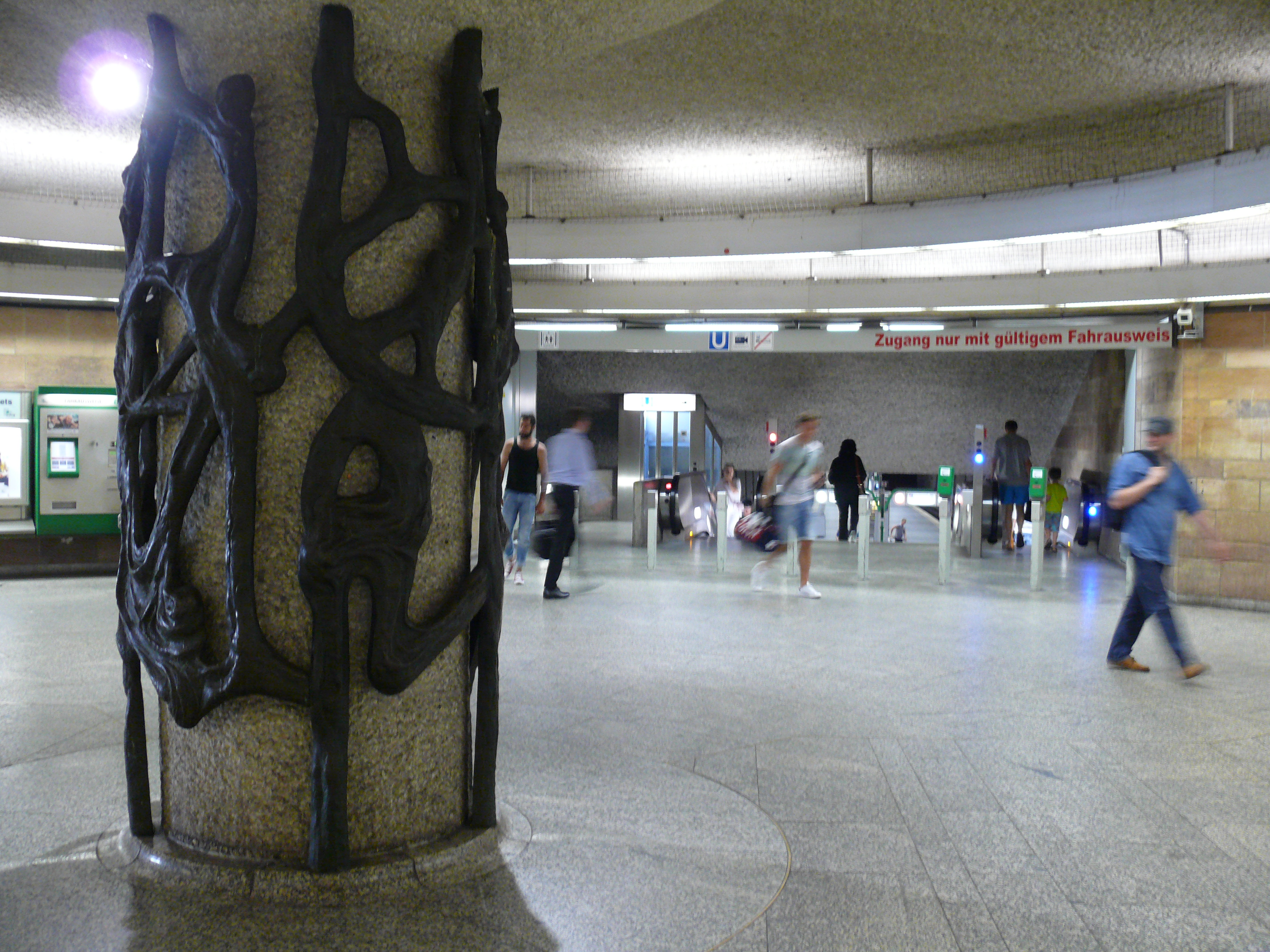
Stütze im Verteilergeschoss
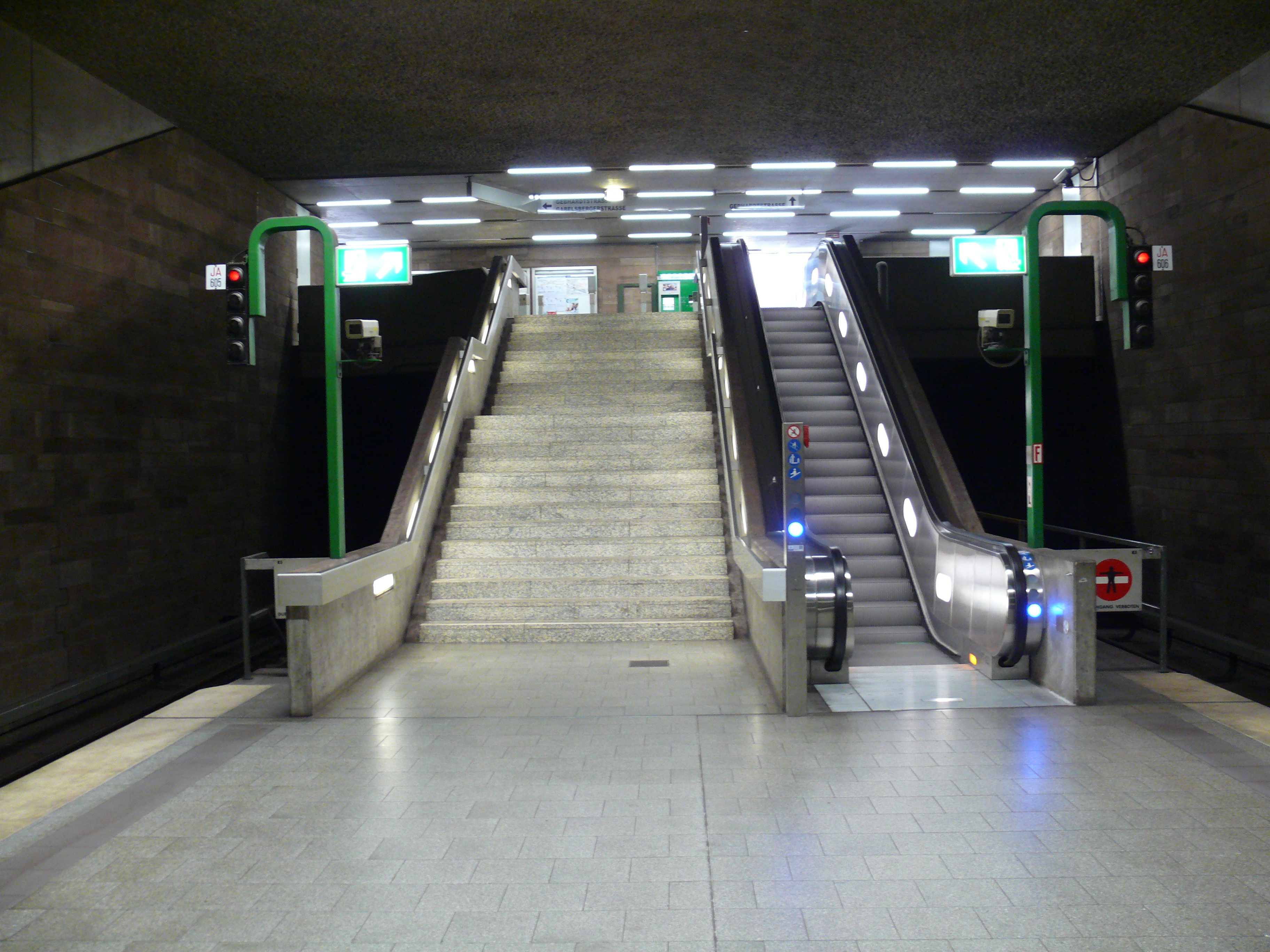
Aufgang von der Bahnsteigebene zum Verteilergeschoss
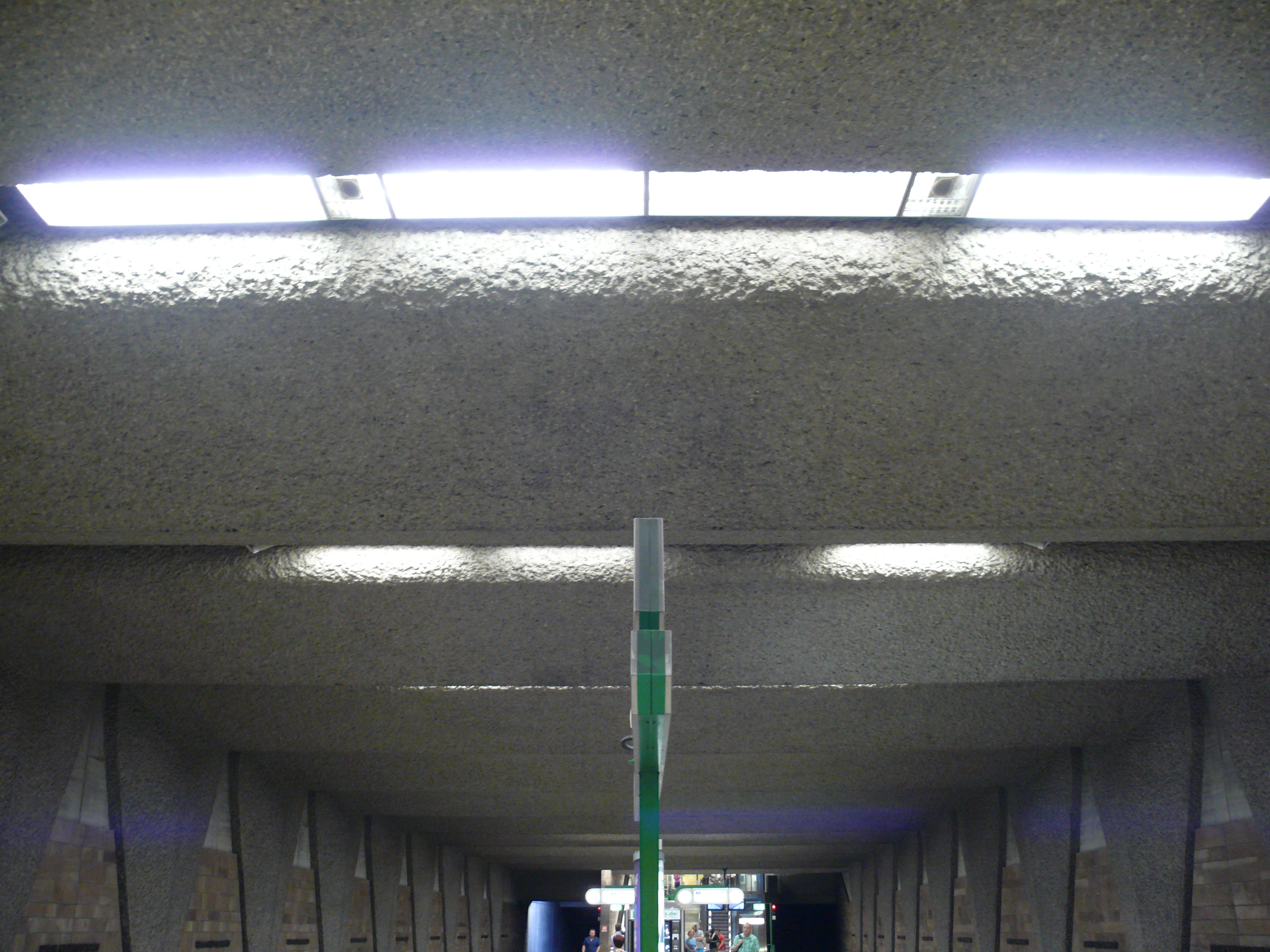
Detailansicht Deckenkonstruktion

## Linien
| Linie | Verlauf | Takt                                                                   |
| ----- | --- | ---------------------------------------------------------------------- |
| U1    | Langwasser Süd – Gemeinschaftshaus – Langwasser Mitte – Scharfreiterring – Langwasser Nord – Messe – Bauernfeindstraße – Hasenbuck – Frankenstraße – Maffeiplatz – Aufseßplatz – Hauptbahnhof – Lorenzkirche – Weißer Turm – Plärrer – Gostenhof – Bärenschanze – Maximilianstraße – Eberhardshof – Muggenhof – Stadtgrenze – Jakobinenstraße – Fürth Hauptbahnhof – Rathaus – Stadthalle – Klinikum – Hardhöhe Stand: Fahrplanwechsel Dezember 2023 | 5–7 min (montags–freitags) 6–7 min (samstags) 10 min (sonn-/feiertags) |

Der Bahnhof wird von der Linie U1 bedient. An der Oberfläche befindet sich ein Busbahnhof mit Umsteigemöglichkeit zu den Nürnberger Stadtbuslinien 33, 37, 39 und 67, den Fürther Stadtbuslinien 172 bis 174, 177 bis 179, den OVF-Linien 112 und 126. Am Wochenende verkehren auch die Nachtbuslinien N9, N18 und N21. Vom Hauptbahnhof aus fahren die Regionalexpress- und Regionalbahnlinien in Richtung Nürnberg, Würzburg, Bamberg, Cadolzburg und Markt Erlbach sowie die S-Bahn-Linien S1 und S6 ab.